# Maymand
Maymand, Meymand ou Maimand (em persa: ميمند, é uma cidade no Condado de Shahr-e Babak, Província de Kerman, Irã. No censo de 2006 tinha uma população de 673, com 181 famílias.

## História
Maymand é uma cidade muito antiga, acredita-se que serve de lar para humanos desde 12.000 anos atrás. Muitos dos residentes vivem no meio das rochas, algumas habitadas por mais de 3.000 anos. Esculturas na rocha são datadas de cerca de 10.000 anos, com alguns depósitos contendo fragmentos de cerâmica com 6.000 anos de idade, sendo este um dos assentamentos mais antigos do mundo todo.
A origem destas estruturas tem duas teorias distintas: De acordo com a primeira, esta cidade foi construída por um grupo de Arianos cerca de 800 a 700 a.C., ao mesmo tempo da Era Meda. É possível que as estruturas do penhasco de Maymand foram construídas com propósitos religiosos. Adoradores de Mitra acreditavam que o sol era invencível e isto os fazia crer que as montanhas eram sagradas. Por isso os carpinteiros de pedra e arquitetos de Maymand seguiam estas crenças na construção de suas habitações.
A segunda teoria da cidade data entre o segundo e terceiro século antes de Cristo. Durante a Era Arsácida, diferentes tribos do sul de Kerman migraram em diferentes direções. Estas tribos encontraram ótimos lugares para viverem e se estabeleceram naquelas áreas construindo seus abrigos que com o tempo foram se desenvolvendo nas habitações existentes. A existência de um local conhecido como fortaleza de Maymand, próxima à cidade, onde foram encontrados mais de 150 ossários do Período Sassânida foram encontrados, reforça esta teoria.
As condições de vida em Maymand são duras devido a aridez da terra e às altas temperaturas no verão e muito frias no inverno. O idioma local contém muitas palavras do antigo pálavi

## UNESCO
A UNESCO inscreveu Maymand como Patrimônio Mundial por "ser exemplo de um sistema que parece estar muito ligado ao passado com o movimento tanto das pessoas quanto dos animais"
Em 2005, Maymand recebeu US$20,000 da UNESCO, através do Prêmio Melina Mercouri, pela capacidade de preservação das paisagens culturais